# NSB El 14 sorozat

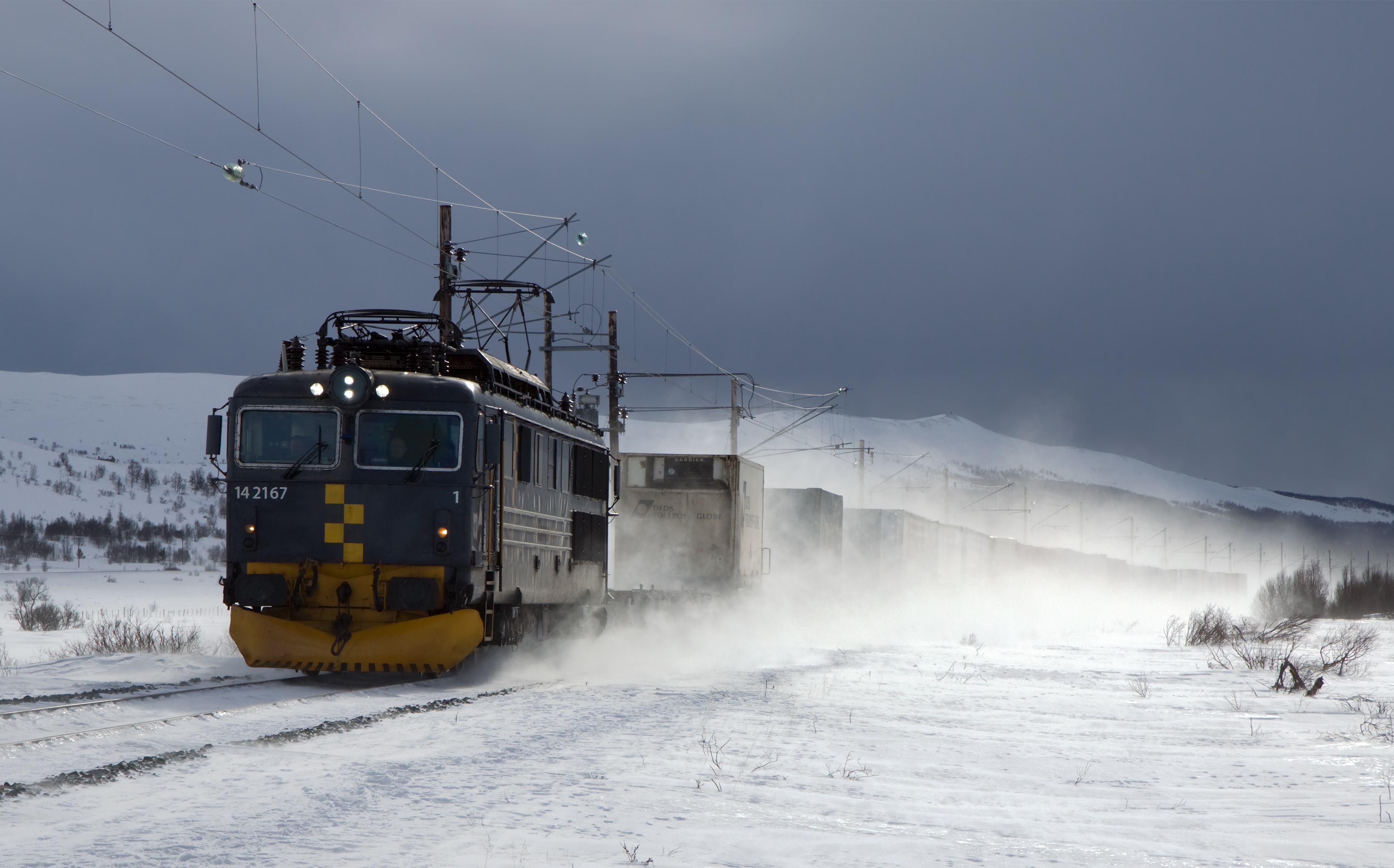
Egy NSB El 14 sorozatú mozdony a Dovrebanen vonalon

Az NSB El 14 sorozat egy norvég Co'Co' tengelyelrendezésű 15 kV, 16,7 Hz AC áramrendszerű villamosmozdony-sorozat. A CargoNet használja tehervonatok vontatására. Összesen 31 db készült belőle a  Thunes Mekaniske Værksted A/S gyárában 1968 és 1973 között.